# Số Carmichael
Trong lý thuyết số, số Carmichael là một hợp số {\displaystyle n} thỏa mãn quan hệ đồng dư số học mô-đun :
{\displaystyle b^{n-1}\equiv 1{\pmod {n}}}
cho tất cả các số nguyên {\displaystyle b} nguyên tố cùng nhau với {\displaystyle n} . Chúng được đặt tên theo Robert Carmichael . Số Carmichael là tập con K 1 của các số Knödel . Thuật ngữ "số Carmichael" được NGWH Beeger đưa ra vào năm 1950 (Oysetein Ore đã gọi chúng là số F vào năm 1948).
Tương tự, số Carmichael là một hợp số {\displaystyle n} thỏa mãn
{\displaystyle b^{n}\equiv b{\pmod {n}}}
cho tất cả các số nguyên {\displaystyle b} . 

## Tổng quan
Định lý nhỏ của Fermat phát biểu rằng nếu p là số nguyên tố thì với bất kỳ số nguyên b nào, số b p − b là bội số của p . Số Carmichael là hợp số có thuộc tính này. Số Carmichael còn được gọi là giả Fermat hoặc giả Fermat tuyệt đối . Một số Carmichael sẽ vượt qua bài kiểm tra Fermat cho mọi cơ số b nguyên tố cùng nhau với số đó, mặc dù nó không thực sự là số nguyên tố. Điều này làm cho các phép thử dựa trên Định lý Nhỏ của Fermat kém hiệu quả hơn các phép thử nguyên tố có khả năng xảy ra mạnh như phép thử tính nguyên tố Baillie – PSW và phép thử tính nguyên tố Miller – Rabin .
Tuy nhiên, không có số Carmichael nào là giả Euler – Jacobi hoặc giả mạnh đối với mọi nguyên tố cùng nhau với nó . Vì vậy, về lý thuyết, Euler hoặc một phép thử nguyên tố có khả năng xảy ra mạnh có thể chứng minh rằng số Carmichael trên thực tế là hợp số.
Arnault  đưa ra số Carmichael gồm 397 chữ số {\displaystyle N} đó là giả mạnh đối với tất cả các số nguyên tố nhỏ hơn 307:
{\displaystyle N=p\cdot (313(p-1)+1)\cdot (353(p-1)+1)}
Khi
{\displaystyle p=} 29674495668685510550154174642905332730771991799853043350995075531276838753171770199594238596428121188033664754218345562493168782883

là một số nguyên tố gồm 131 chữ số. {\displaystyle p} là thừa số nguyên tố nhỏ nhất của {\displaystyle N}, vì vậy số Carmichael này cũng là một giả (không nhất thiết phải mạnh) đối với tất cả các số nhỏ hơn {\displaystyle p} .
Khi số lượng ngày càng lớn, số lượng số Carmichael ngày càng ít. Ví dụ: có 20.138.200 số Carmichael từ 1 đến 10 21 (xấp xỉ một trong 50 nghìn tỷ (5 · 10 13 ) số). 

## Khám phá
Korselt là người đầu tiên quan sát các tính chất cơ bản của số Carmichael, nhưng ông không đưa ra bất kỳ ví dụ nào. Năm 1910, Carmichael  tìm ra con số đầu tiên và nhỏ nhất như vậy, 561, giải thích cho cái tên "số Carmichael".

Sáu số Carmichael tiếp theo là :
{\displaystyle 1105=5\cdot 13\cdot 17\qquad (4\mid 1104;\quad 12\mid 1104;\quad 16\mid 1104)}
{\displaystyle 1729=7\cdot 13\cdot 19\qquad (6\mid 1728;\quad 12\mid 1728;\quad 18\mid 1728)}
{\displaystyle 2465=5\cdot 17\cdot 29\qquad (4\mid 2464;\quad 16\mid 2464;\quad 28\mid 2464)}
{\displaystyle 2821=7\cdot 13\cdot 31\qquad (6\mid 2820;\quad 12\mid 2820;\quad 30\mid 2820)}
{\displaystyle 6601=7\cdot 23\cdot 41\qquad (6\mid 6600;\quad 22\mid 6600;\quad 40\mid 6600)}
{\displaystyle 8911=7\cdot 19\cdot 67\qquad (6\mid 8910;\quad 18\mid 8910;\quad 66\mid 8910).}

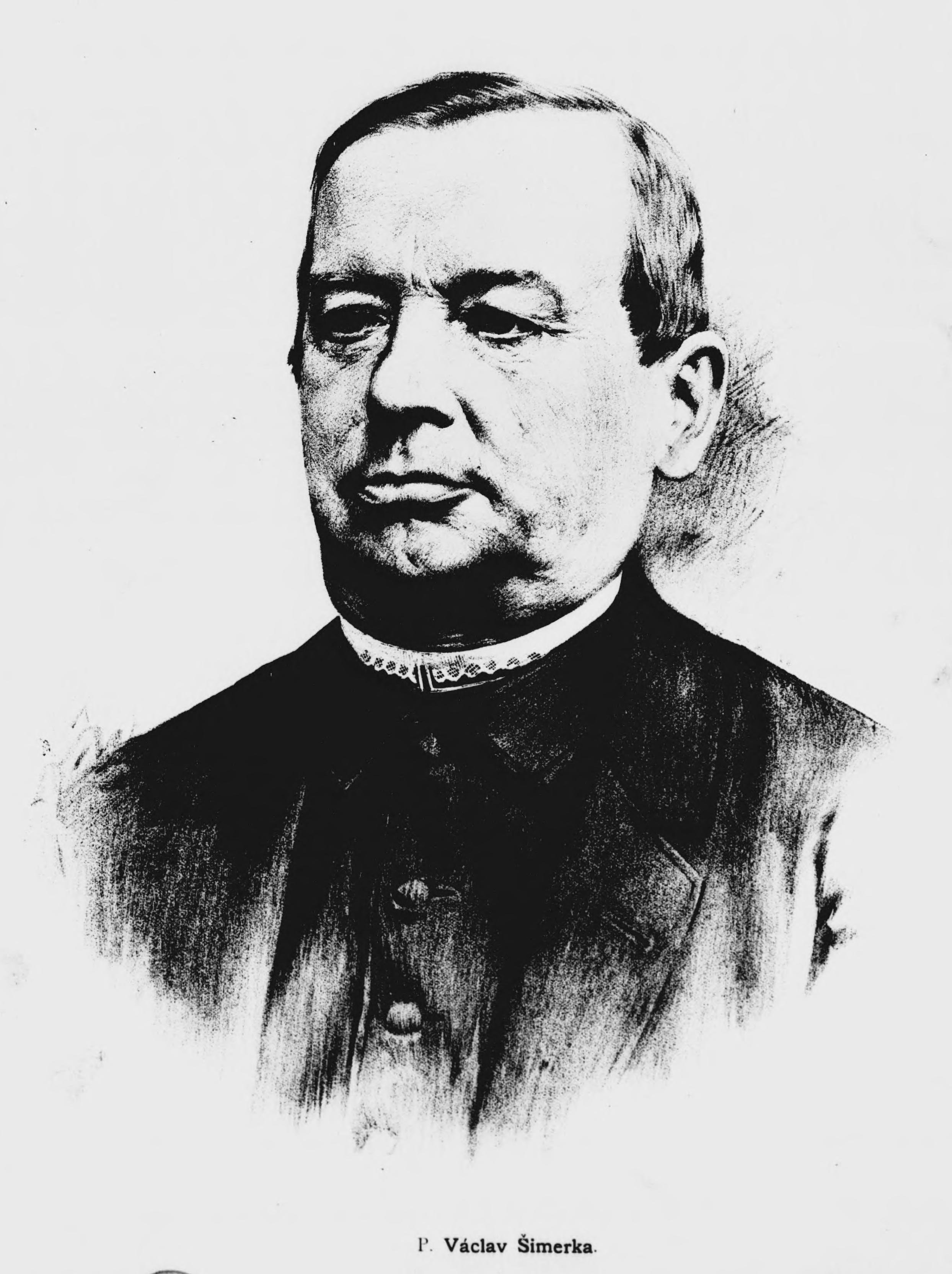
Václav Šimerka liệt kê bảy số Carmichael đầu tiên

Bảy số Carmichael đầu tiên này, từ 561 đến 8911, đều do nhà toán học người Séc Václav Šimerka tìm ra vào năm 1885  (trước đó không chỉ Carmichael mà còn cả Korselt, mặc dù Šimerka không tìm thấy bất cứ điều gì giống như tiêu chí của Korselt).  Tuy nhiên các phát hiện của ông không được chú ý.
J. Chernick  đã chứng minh một định lý vào năm 1939 có thể được sử dụng để xây dựng một tập con các số Carmichael. Con số {\displaystyle (6k+1)(12k+1)(18k+1)} là một số Carmichael nếu ba phần tử của nó đều là số nguyên tố. Liệu công thức này có tạo ra số lượng Carmichael vô hạn hay không là một câu hỏi mở (mặc dù nó được ngụ ý bởi phỏng đoán của Dickson ).
Paul Erds lập luận rằng có vô số con số Carmichael. Năm 1994 WR (Đỏ) Alford, Andrew Granville và Carl Pomerance sử dụng một giới hạn trên hằng số Olson để chỉ ra rằng thực sự tồn tại vô số số Carmichael. Cụ thể, họ đã cho thấy với số {\displaystyle n} đủ lớn, Có ít nhất {\displaystyle n^{2/7}} Carmichael số từ 1 đến {\displaystyle n.} 
Thomas Wright đã chứng minh rằng nếu {\displaystyle a} và {\displaystyle m} nguyên tố cùng nhau, thì có vô hạn số Carmichael có dạng {\displaystyle a+k\cdot m}, khi {\displaystyle k=1,2,\ldots } . 
Löh và Niebuhr năm 1992 đã tìm thấy một số Carmichael rất lớn, bao gồm một số có 1.101.518 thừa số và hơn 16 triệu chữ số. Điều này đã được thay đổi thành 10,333,229,505 thừa số nguyên tố và 295,486,761,787 chữ số,  vì vậy số Carmichael lớn nhất đã biết lớn hơn nhiều so với số nguyên tố lớn nhất đã biết .